# Büsching (cràter)
Büsching és un cràter d'impacte que es troba a la serra sud del costat ocult de la Lluna. El cràter Buch, de grandària similar, se situa adjacent a la seva vora sud-oest, i més cap al sud-oest s'apareix el cràter Maurolycus.

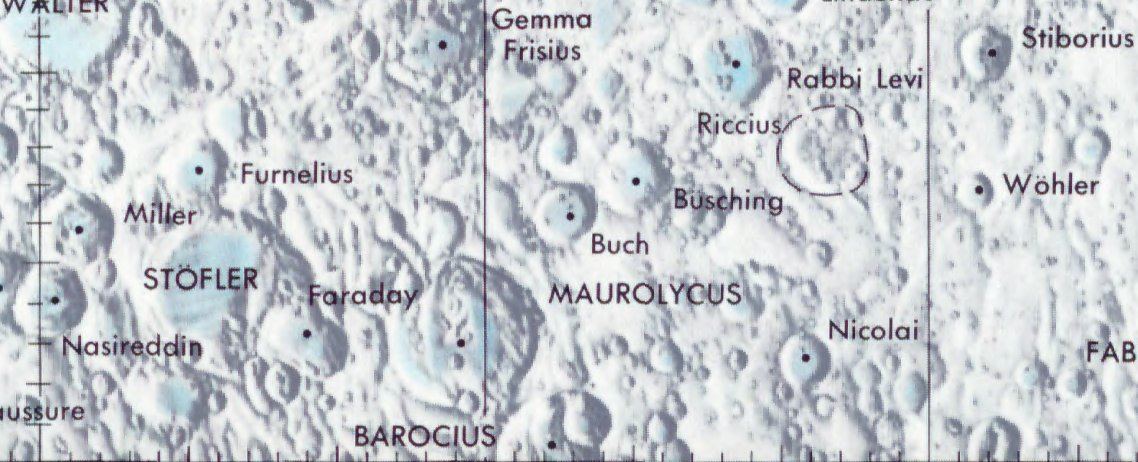
Localització de Büsching (centre de la imatge)

Aquest cràter ha estat erosionat per una llarga història d'impactes posteriors, de manera que el contorn s'ha desgastat i la vora s'ha arrodonit. Diversos cràters petits es troben al llarg del límit del brocal de Büsching, amb un petit cràter en el sòl (Büsching A), situat prop de la vora en el costat est-sud-est. El sòl interior és una mica irregular i manca d'un pic central al mig.

## Cràters satèl·lit
Per convenció aquests elements són identificats en els mapes lunars posant la lletra en el costat del punt central del cràter que està més prop de Büsching.

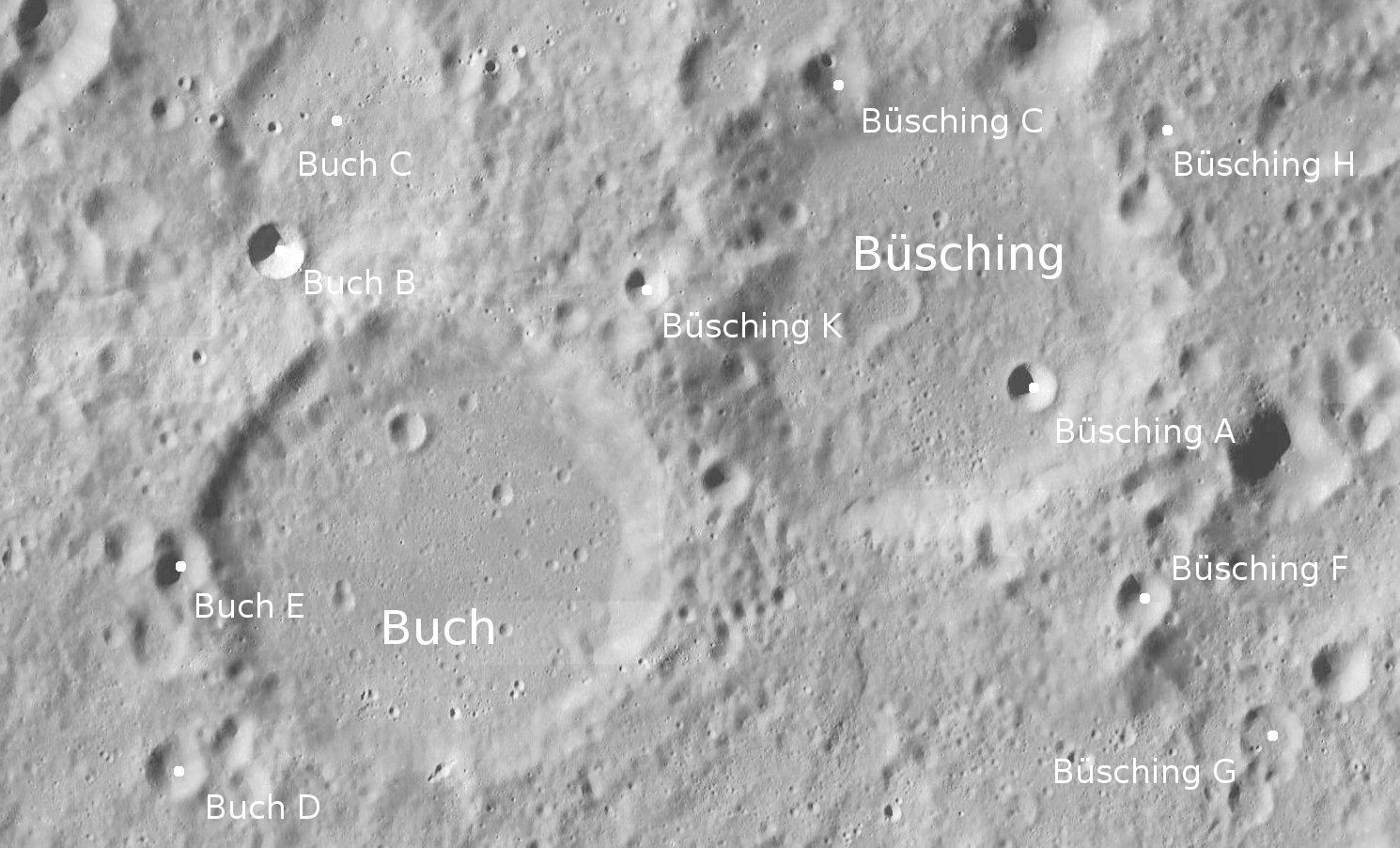
Fotografia de la missió Lunar Reconnaissance Orbiter

|          | \| Büsching \| Coordenades \| Diàmetre \| \| -------- \| ------------------------------------ \| -------- \| \| A \| 38° 18′ S, 20° 24′ E / 38.3°S,20.4°E \| 6 km \| \| B \| 39° 00′ S, 22° 48′ E / 39.0°S,22.8°E \| 17 km \| \| C \| 37° 12′ S, 19° 36′ E / 37.2°S,19.6°E \| 7 km \| \| D \| 38° 36′ S, 22° 00′ E / 38.6°S,22.0°E \| 33 km \| \| E \| 36° 36′ S, 18° 24′ E / 36.6°S,18.4°E \| 15 km \| \| F \| 39° 00′ S, 21° 00′ E / 39.0°S,21.0°E \| 6 km \| \| G \| 39° 30′ S, 21° 36′ E / 39.5°S,21.6°E \| 8 km \| \| H \| 37° 24′ S, 21° 06′ E / 37.4°S,21.1°E \| 5 km \| \| J \| 39° 30′ S, 22° 12′ E / 39.5°S,22.2°E \| 7 km \| \| K \| 37° 54′ S, 18° 42′ E / 37.9°S,18.7°E \| 5 km \| |          |
| Büsching | Coordenades | Diàmetre |
| A        | 38° 18′ S, 20° 24′ E / 38.3°S,20.4°E | 6 km     |
| B        | 39° 00′ S, 22° 48′ E / 39.0°S,22.8°E | 17 km    |
| C        | 37° 12′ S, 19° 36′ E / 37.2°S,19.6°E | 7 km     |
| D        | 38° 36′ S, 22° 00′ E / 38.6°S,22.0°E | 33 km    |
| E        | 36° 36′ S, 18° 24′ E / 36.6°S,18.4°E | 15 km    |
| F        | 39° 00′ S, 21° 00′ E / 39.0°S,21.0°E | 6 km     |
| G        | 39° 30′ S, 21° 36′ E / 39.5°S,21.6°E | 8 km     |
| H        | 37° 24′ S, 21° 06′ E / 37.4°S,21.1°E | 5 km     |
| J        | 39° 30′ S, 22° 12′ E / 39.5°S,22.2°E | 7 km     |
| K        | 37° 54′ S, 18° 42′ E / 37.9°S,18.7°E | 5 km     |